# Nouvelles images du Japon
 (avril 2014).
Si vous disposez d'ouvrages ou d'articles de référence ou si vous connaissez des sites web de qualité traitant du thème abordé ici, merci de compléter l'article en donnant les références utiles à sa vérifiabilité et en les liant à la section « Notes et références ».
Nouvelles images du Japon est le nom d'une biennale du film d'animation japonais organisée au Forum des images à Paris de 1999 à 2003.  
Cet évènement a joué un rôle pionnier dans la découverte et la reconnaissance en France et en Europe des grands auteurs de l'animation japonaise et a notamment préparé le succès d'Hayao Miyazaki, avant même le Festival de Berlin et la Mostra de Venise.[réf. nécessaire]

## Histoire
L'initiative de cet évènement revient à Xavier Kawa-Topor, alors directeur de l'action éducative au Forum des images, qui en a proposé le principe à Michel Reilhac, directeur général. Bientôt rejoint par Ilan Nguyên, expert du domaine, Xavier Kawa-Topor conçoit alors l'évènement autour de rétrospectives, invitations à des réalisateurs (Kihachiro Kawamoto, Yoji Kuri, Isao Takahata), panorama de l'actualité de la production dans les registres du cinéma, de l'audiovisuel mais aussi du jeu vidéo. 
La première biennale, en 1999, est aussi l'occasion pour NTT, géant des télécommunications japonaises, de faire la démonstration à Paris d'un serveur NTT pour le digital cinema. L'évènement connait un succès public et médiatique inattendu. L'édition de 2001 sera plus marquante encore avec notamment la première rétrospective en Europe consacrée au studio Ghibli en présence de Hayao Miyazaki. Le festival est notamment l'occasion de la première internationale du Voyage de Chihiro. Hayao Miyazaki reçoit, à cette occasion, sa première décoration hors Japon : il est fait chevalier des Arts et des Lettres par David Kessler, directeur général du CNC et Médaille Grand Vermeil de la Ville de Paris par Christophe Girard, adjoint au maire. 
L'édition 2003 permettra de mettre en lumière des auteurs comme Koji Yamamura et Satoshi Kon notamment. À cette occasion a lieu la Première internationale de « Jours d'Hiver », film collectif conduit par Kihachiro Kawamoto. Il suscitera la distribution de nombreux films d'animation japonaise dans les salles françaises.   
Parallèlement au festival, le Forum des images organisera des master classes dirigées par des animateurs historiques comme Yoichi Kotabe et Yasuo Otsuka, qui ont permis la transmission des méthodes artistiques japonaises auprès des jeunes professionnels français. La manifestation a été à l'origine de la distribution France de nombreux films d'animation japonais. Ces programmations ont été reprises aussi bien en France (Fondation Cartier, Cité des Sciences, Batofar, Festival d'un Jour à Valence), qu'à l'étranger (Festival Anima de Bruxelles, Cinémathèque de Lausanne).

## Liste des rétrospectives
- 1999 : Kihachirō Kawamoto
- 1999 : Yōji Kuri
- 1999 : Isao Takahata
- 1999 : Osamu Tezuka
- 2001 : Hayao Miyazaki et le studio Ghibli
- 2001 : Yasuo Otsuka
- 2001 : Sunao Katabuchi
- 2001 : Satoshi Kon
- 2001 : Kenji KawaI
- 2003 : Yoichi Kotabe
- 2003 : Koji Yamamura
- 2003 : Katsuhiro Otomo